# 野村忠宏
野村 忠宏（のむら ただひろ、1974年〈昭和49年〉12月10日 - ）は、奈良県北葛城郡広陵町出身の日本の柔道家、体育学者、医学者。名城大学薬学部特任教授。株式会社Nextend（ネクステンド）代表取締役。
オリンピック柔道史上初の3連覇（アトランタ五輪、シドニー五輪、アテネ五輪）を成し遂げている。得意技は背負投。

## 人物
祖父は地元・奈良で道場「豊徳館野村道場」を開く柔道師範野村彦忠、父は1984年ロサンゼルスオリンピック金メダリストの細川伸二ら名選手を育てた元天理高校柔道部監督野村基次、叔父は1972年ミュンヘンオリンピック金メダリストの野村豊和、兄の野村忠寿も豊徳館野村道場のコーチ という柔道一家。母は競泳選手で東京オリンピックで奈良県の聖火ランナーを務めた。
多彩な技や、抜群の切れ、スピード、天性の守りのカンが天才的と称される。相手を事前に研究しないことや、試合前後の誰も寄せつけない集中ぶりから天才肌だと言われている。
男子柔道60kg以下級の選手として、アトランタオリンピックで優勝。シドニーオリンピックにて柔道軽量級で初の2連覇。アテネオリンピックにおいて柔道史上初、全競技通してはアジア人初となる3連覇を達成。さらに夏のオリンピックでの金メダルは日本人通算100個目というメモリアルになった。
アテネオリンピックでの金メダル獲得後は、近代オリンピック史上2人しかいない個人種目4連覇を視野に、北京オリンピックへの出場を目指した。しかし、2007年の全日本選抜柔道体重別選手権大会で6度目の優勝を果たした直後の練習中に右膝前十字靭帯を断裂。手術を回避したまま日本国内での代表選考会へ臨んだものの、2008年4月の全日本選抜体重別選手権準決勝で浅野大輔に敗れたため、代表に選ばれなかった。なお、この敗戦の直後には、右膝前十字靭帯の再建手術を受けている。
2012年には、講道館杯の2回戦敗退によって2012年ロンドンオリンピックへの出場を逃したため、日本テレビ系列での同オリンピック中継に「アスリートコメンテーター」として出演。現役アスリートとしての視点で、柔道を初めとする競技種目の取材を経験した。
2013年11月に右肩、2014年10月に左膝を相次いで手術 したが、2015年の全日本実業柔道個人選手権大会での復帰を視野に現役生活を続行。2015年には、4月30日付で七段へ昇段した。柔道界では異例の若さ（40歳）での昇段 で、講道館によれば、「国際大会に出場するような一級の柔道選手が七段に昇級することは非常に珍しい」という。
しかし、2015年8月24日に現役引退を表明。地元の関西（ベイコム総合体育館）で同月29日に開かれる前述の全日本実業柔道個人選手権大会が「引退試合」になることも発表した。自身2年ぶりの実戦になった同大会では、1・2回戦でそれぞれ一本勝ちを収めたものの、3回戦で椿龍憧（ALSOK新潟所属のシード選手）に一本負け。同月31日に大阪で開いた引退記者会見では、引退の理由に「（前述の手術を受けた両膝と右肩の状態の悪化による）体の限界」を挙げたうえで、今後の抱負として「自分が主役じゃなくて、若い選手たちを主役に引き上げる仕事をしていきたい。オリンピックにも、何らかの形で関われたら嬉しい」と述べた。
ちなみに、天理大学卒業後の1999年から所属しているミキハウス では、野村の現役引退後も本人の要望に応じて活動を支援する姿勢を示している。また、隔週ペースで『ひるおび!』（TBSテレビ制作の全国ネット番組）木曜日のコメンテーターを担当。2015年11月には、現役時代にも取材・出演の経験がある『サンデースポーツ』（NHK総合テレビ）で「マンスリーキャスター」を務めた。

## 年譜

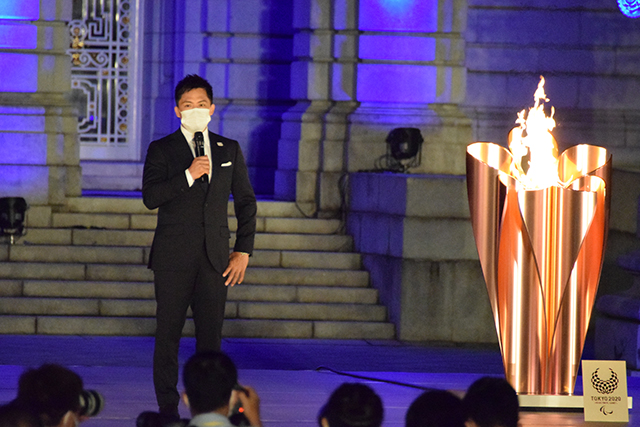
2021年8月20日、東京パラリンピックの聖火の集火式にて

- 1974年12月10日、奈良県北葛城郡広陵町に生まれる。
- 1980年、祖父創設の豊徳館野村道場にて柔道を始める。
- 1987年、天理中学校に入学。最初の試合で女子に負けてしまい奮起したものの、体重が30kgほどしかなかったこともあり奈良県で16位が最高。
- 1990年、天理高校に進学。
- 1992年、奈良県大会で優勝。インターハイでは予選リーグで敗退するが、全日本ジュニア体重別選手権で準優勝。
- 1993年、天理大学体育学部体育学科武道学コースに入学。
- 1996年4月、全日本選抜柔道体重別選手権で優勝。1996年アトランタオリンピックの選手に選ばれる。
- 1996年7月26日、アトランタオリンピックにて金メダル獲得。日本人としては初めて金メダルを噛むポーズで写真に写る。
- 1996年、広陵町名誉町民となる。
- 1997年、1996年度JOCスポーツ賞優秀賞を受賞。
- 1997年4月、奈良教育大大学院保健体育科に進学。
- 1997年同月、全日本選抜柔道体重別選手権を2連覇。
- 1997年10月12日、世界柔道選手権で優勝。
- 1998年4月、全日本選抜柔道体重別選手権を3連覇。
- 1999年 1月9日、嘉納治五郎杯準決勝で左膝靱帯を損傷し、敗退。この怪我と修士論文執筆のため、半年ほど柔道を離れる。
- 1999年春、ミキハウスに入社。
- 2000年4月2日、全日本選抜柔道体重別選手権で2年ぶり4度目の優勝。2000年シドニーオリンピックの代表となる。
- 2000年9月16日、シドニーオリンピックにて2連覇達成。柔道軽量級で史上初の快挙。
- 2000年10月13日、緊急叙勲として銀杯一組（菊紋）を受賞。
- 2001年、2000年度JOCスポーツ賞特別栄誉賞を受賞。
- 2001年5月、元モデルの酒井葉子と結婚。
- 2001年夏、サンフランシスコへ語学留学。
- 2002年、講道館杯にて復帰するも敗退。
- 2003年4月、全日本選抜柔道体重別選手権で3年ぶり5度目の優勝。世界柔道選手権の代表となる。
- 2003年9月14日、世界柔道選手権で銅メダル。
- 2004年4月4日、全日本選抜柔道体重別選手権を2連覇。通算6度目の優勝。2004年アテネオリンピックの代表となる。
- 2004年8月14日、アテネオリンピックにて3連覇達成。柔道史上初、全競技通してはアジア人初の偉業。日本の夏季オリンピック金メダル100個目の節目を達成。
- 2004年8月、奈良県知事表彰・奈良県議会表彰をダブル受賞。
- 2004年9月1日、文部科学大臣顕彰・特別表彰を授与。
- 2004年9月3日、大阪府知事賞詞、大阪スポーツ大賞を受賞。
- 2004年9月13日、天理市から初の市民栄誉賞を授与。
- 2004年11月3日、紫綬褒章を受章。
- 2004年11月30日、ベストドレッサー賞スポーツ部門を受賞。
- 2004年12月7日、毎日スポーツ人賞国際賞を受賞。
- 2004年12月22日、第54回日本スポーツ賞大賞を受賞。
- 2005年1月14日、テレビ朝日ビッグスポーツ賞、全日本実業柔道連盟功労賞を受賞。
- 2005年1月20日、朝日新聞朝日スポーツ賞を受賞。
- 2005年1月24日、関西運動記者クラブ関西スポーツ賞を受賞。
- 2005年1月27日、読売新聞読売スポーツ賞を受賞。
- 2005年2月4日、日本記者クラブホワイトベア・スポーツ賞を受賞。
- 2005年3月9日、スポーツ界のアカデミー賞を目指して設立されたローレウス世界スポーツ賞の世界カムバック賞にノミネート（受賞者はアレッサンドロ・ザナルディ）。
- 2005年4月3日、奈良県広陵町竹取公園に野村の記念碑として「金メダルの塔」が建立される。また、馬見中4丁目から町役場までの町道が、野村忠宏が中学時代までランニングしていたことにちなみ、｢金メダルロード｣と名付けられる。
- 2005年4月16日、日本のナイス・カップル大賞を受賞。
- 2006年1月10日、アテネオリンピック以降試合に出場せず去就が注目される中、現役続行して2008年北京オリンピックでの金メダルを目指すことを宣言。
- 2006年3月30日、第一子となる長男が誕生。
- 2007年5月、右膝の靱帯を断裂。
- 2008年4月、全日本選抜柔道体重別選手権準決勝で敗れ、北京オリンピック柔道日本代表候補から落選。また、同志社大学スポーツ健康科学部アドバイザーに就任。右膝を手術。
- 2008年9月、同志社大学スポーツ健康科学部客員教授に就任（〜2009年3月）。
- 2009年4月、弘前大学大学院医学研究科博士課程入学。
- 2009年5月、ロンドンオリンピック出場を目指して現役続行を表明。
- 2010年、ロンドンオリンピック出場に向け、森永製菓のウイダーとサポート選手契約を結ぶ（現在は解除）。
- 2010年2月、自身初の著書『折れない心』を、学研パブリッシングから刊行。
- 2010年11月、講道館杯に出場するものの2回戦で志々目徹に一本負け。
- 2012年夏、自身が不出場のロンドンオリンピックで、日本テレビ系列の競技中継に「アスリートコメンテーター」として出演。
- 2013年3月、スイスオープンで優勝
- 2013年3月22日、弘前大学より博士（医学）号授与。博士論文『強化合宿中のL-グルタミンの摂取が柔道選手の筋組織， 好中球機能に及ぼす影響について』
- 2013年8月、実業選手権で3位
- 2015年4月、七段に昇段[8]。
- 2015年10月、著書である「戦う理由」第一刷発行
- 2015年8月24日、現役引退を表明
- 2015年8月29日、現役生活最後の試合として、全日本実業柔道個人選手権大会に出場。3回戦で椿龍憧に一本負けを喫した。
- 2015年8月31日、ザ・リッツ・カールトン大阪で引退記者会見[11]。
- 2022年4月1日、名城大学薬学部特任教授に就任。
- 2025年4月30日、八段に昇段

## エピソード
- 1996年、初めてのオリンピック日本代表としてアトランタへ出発した際、当時はまだ無名選手であったため、空港内で他選手を取材していたスポーツ記者に代表選手とは思われず、「邪魔だ!」と言われて突き飛ばされたという[注 2]。
- オリンピックの柔道競技で金メダルを3度獲得したにもかかわらず、日本ではいずれも翌日のスポーツ紙の1面に取り上げられなかった。これは野村の出場する男子60kg級と、幼少期から注目度の高かった谷亮子（田村亮子）出場の女子48kg級が3度とも同じ日に開催されたことによるもので、いずれも谷に関する記事が1面に掲載された。野村曰く、アトランタオリンピックで自身が金メダル・谷が銀メダルを獲得した翌日のスポーツ紙には、『田村亮子、まさかの銀メダル! 野村忠宏、まさかの金メダル』という見出しが付けられていたとのことである。ただし、谷と仲が良く、自身の引退会見では「（谷は）特別な存在。自分と同じ日の試合で、国民すべてのプレッシャーが一身に掛かっていた彼女はすごかったと思う。3大会とも（自分が谷と）同じ日に試合ができて良かった」と述べていた[13]。
- 上原浩治のYouTubeチャンネルにゲスト出演した際、アトランタオリンピックで金メダルを噛む行為を広めた人物として取り上げられたが、元々中村兼三が「外国人がやっていて、かっこいいから」と金メダルを噛む行為を行ったのが始まりだと述べており、自身はそれを真似ただけだと訂正している[14]。
- 「練習漬け」になりがちな日本のスポーツ界では珍しく、アトランタオリンピックで優勝した直後から、右膝前十字靭帯の損傷で現役続行が危ぶまれるまでは意識的に休養期間を設定（詳細前述）。（夏季オリンピックが開催される）4年ごとにピークを作るべく、稽古（練習）から離れて心身を休めた後に、競技生活へ復帰するというサイクルを繰り返した。ただし、怪我が相次いでからは、「もう一度思い切り柔道をしたい」との一心で怪我と向き合いながら競技生活を続けた[15]。
- 北島康介、大畑大介、太田雄貴や、自身と同じミキハウスに所属する寺内健など、柔道以外の競技でのトップアスリートとも親しく交流[16][17]。競技の枠を超えたネットワークの中心人物として、世界で戦う悩みや情報を共有することによって、後輩のアスリートを精神面で支えていた[15]。ちなみに、野村の引退試合になった2015年の全日本実業柔道個人選手権大会には、以上の4名が会場の客席から観戦[16][17]。野村の3回戦敗退が決まった直後には、「（野村にとって谷のように）特別な存在」という北島が野村へ直々に花束を渡したところ、野村が思わず号泣するという一幕もあった[18]。
- 北京オリンピックへの出場を逃した頃までは、「『天才』と思われている才能で勝っても、努力で積み上げた末に勝っても一緒」[19]「練習が好きでなくても、練習時間が他の選手に比べて短くても、誰よりも強くなるための努力を積んでいる」[20] などというニュアンスで、「（柔道の）天才」を自称することがあった。引退記者会見では、この経緯を踏まえた「改めて（伺いますが、今でも）『天才』ですか?」という質問に対して、「長い人生を振り返った時に、弱かった時代の方が長かった。もしかしたら才能はあったかも知れないが、開花するまでの長い時間を諦めなかった信じる力や、思いを伴った努力は本物だと思う。信じられたからこそ、今がある」と答えている[18]。

## 戦績
- 1992年 - 全日本ジュニア 2位
- 1994年 - フランスジュニア国際 優勝
- 1994年 - 全日本学生体重別選手権 優勝
- 1994年 - 世界ジュニア 2位
- 1995年 - ドイツ国際 優勝
- 1995年 - 講道館杯全日本柔道体重別選手権大会 3位
- 1996年 - ハンガリー国際 3位
- 1996年 - チェコ国際 優勝
- 1996年 - 全日本選抜柔道体重別選手権 優勝
- 1996年 - アトランタオリンピック 優勝
- 1996年 - 嘉納治五郎杯 優勝
- 1997年 - ロシア国際 優勝
- 1997年 - 全日本選抜柔道体重別選手権 優勝
- 1997年 - パリ世界柔道選手権 優勝
- 1998年 - 全日本選抜柔道体重別選手権 2位、嘉納治五郎杯 3位
- 1998年 - ワールドカップ団体戦 優勝
- 1999年 - 講道館杯 優勝
- 2000年 - フランス国際柔道大会 優勝
- 2000年 - 全日本選抜柔道体重別選手権 優勝
- 2000年 - シドニーオリンピック 優勝
- 2002年 - 講道館杯 5位
- 2003年 - ポーランド国際 5位
- 2003年 - 全日本選抜柔道体重別選手権 優勝
- 2003年 - 大阪世界柔道選手権 3位
- 2004年 - フランス国際柔道大会 優勝
- 2004年 - 全日本選抜柔道体重別選手権 優勝
- 2004年 - アテネオリンピック 優勝
- 2006年 - チェコ国際 優勝
- 2007年 - ドイツ国際 3位
- 2007年 - 全日本選抜柔道体重別選手権 優勝
- 2008年 - ドイツ国際 2位
- 2010年 - ワールドカップ・ウランバートル 2位

## 出演

### テレビ番組
競技生活を退いた後のレギュラー出演番組のみ記載。
- サンデースポーツ（2015年11月、NHK総合テレビ） - マンスリーキャスター
- ひるおび!（2016年1月 - 2022年2月、TBSテレビ） - 隔週で木曜日（2021年12月まで）→月曜日（2022年1・2月）の午後枠にコメンテーターとして出演
- アキレアの橋〜2020遥かなる東京へ〜（2016年4月 - 、BSフジ） - プレゼンター [21]
- 2016年リオデジャネイロオリンピック（2016年、フジテレビ） - オリンピアンキャスター（中継キャスター） [22]
- スポーツLIFE HERO'S（2016年4月 - 2018年3月、フジテレビ） - レギュラーコメンテーター
- S-PARK（2018年4月 - 2021年9月[23]、フジテレビ） - 日曜版レギュラーコメンテーター

## 著作物
著書
- 『折れない心』（2010年1月20日初版刊行、学研パブリッシング ISBN 978-4054044241）

博士論文
- 『Effects of L-glutamine intake on muscle fatigue and neutrophil functions during a judo training camp』 2013年3月22日 弘前大学。甲第1856号 博士(医学)